# Lintlhammer
Lintlhammer ist ein Ortsteil der Gemeinde Treffelstein im Oberpfälzer Landkreis Cham in Bayern.

## Geographische Lage
Die Einöde Lintlhammer liegt etwa eineinhalb Kilometer nordöstlich von Treffelstein am Ufer des Biberbachs, der ungefähr sieben Kilometer weiter nordöstlich jenseits der deutsch-tschechischen Grenze an den Hängen des 698 m hohen Kozí vrch entspringt und sechs Kilometer weiter südlich in die Böhmische Schwarzach mündet.

## Geschichte
1584 errichtete Hans Manner von Eglsee in Lintlhammer ein – vielleicht schon vorher bestandenes aber eingegangenes – Hammerwerk.
Er bekam von der Landesherrschaft dazu 60 Tagwerk öde Gründe für welche er jährlich 25 Gulden Zins zahlen musste.
Dann kam der Eisenhammer an Johann Gerl zu Oberviechtach und wurde von diesem 1669 an Graf von Töring, Gutsbesitzer von Treffelstein verkauft.
Das Hammerwerk verödete völlig und wurde 1834 durch Hammermeister Leonhard Mann wieder neu errichtet.
Sein Nachfolger hieß Josef Eigner. Er verbesserte das Hammergut und erzeugte dort Eisen.
Eisenstein wurde 1844 in den Feld- und Wiesengründen nördlich von Treffelstein gefunden.
1927 beantragte Lintlhammer erfolgreich seine Loslösung von der Pfarrei Ast und seine Zuteilung zur (näher gelegenen) Pfarrei Treffelstein.
Zum Stichtag 23. März 1913 (Osterfest) wurde Lintlhammer als Teil der Pfarrei Ast mit 2 Häusern und 14 Einwohnern aufgeführt.
Am 31. Dezember 1990 hatte Lintlhammer 4 Einwohner und gehörte zur Pfarrei Treffelstein.